# Грб Индије
Грб Индије је званични хералдички симбол државе Република Индија. Грб има облик амблема на коме је на стилизовани начин приказана скулптура индијских лавова из града Сарната. Грб је усвојен је 26. јануара 1950. године, на дан када је Индија проглашена републиком.
Старовековни индијски краљ Ашока Велики подигао је у граду Сарнату ступ са приказом индијских лавова на месту на којем је подучавао Гаутама Буда. На ступу се налази укупно четири лава, док се на грбу у дводимензионалном приказу виде само три. Сваки лав симбол је снаге, храбрости, поноса и самопоуздања. Лавови стоје на точку на којем се налазе чувари. Они видљиви су бик и коњ, а с друге стране су лав и слон. Између сваког чувара налази се точак Дармачакра.
Испод амблема стоји државно гесло „Само истина побеђује“ (सत्यमेव जयते).